# Les Paul
Lester William Polsfuss (Waukesha, Wisconsin, 9 de junio de 1915-Nueva York, 13 de agosto de 2009), conocido como Les Paul, fue un guitarrista estadounidense de jazz. 
Fue una de las más importantes figuras en el desarrollo de instrumentos musicales eléctricos y técnicas de grabación. Fue pionero en el desarrollo de las guitarras de cuerpo macizo con el diseño de los modelos Gibson Les Paul, que adoptaron su nombre, y en la grabación multipista. Su destreza en el manejo de la guitarra y las innovaciones técnicas que introdujo en el instrumento le hicieron ser conocido como «El mago de Waukesha».

## Biografía
Nació en Estados Unidos, hijo de George y Evelyn Polsfuss. Su nombre de nacimiento fue principalmente simplificado por su madre a Polfus, antes que adquiriera su seudónimo. También fue conocido como "Red Hot Red". Comenzó a interesarse por la música a la edad de 8 años, cuando empezó a tocar la armónica. Después de intentar con el banjo, empezó a tocar la guitarra. A los 13, Les Paul ya era semi-profesional como guitarrista de música country. A los 17 tocó con Rube Tronson's Cowboys. Poco después dejó la secundaria para unirse a Wolverton's Radio Band en St. Louis (Misuri) en KMOX.
En los años 1930, Les Paul trabajó en una radio de Chicago, Illinois, tocando música jazz. Realizó sus primeros dos álbumes en 1936. Uno fue acreditado a Rhubarb Red, y el otro fue como acompañante de la música de blues Georgia White.
En enero de 1948 Les Paul sufrió un accidente automovilístico, donde voló 50 metros, en el que se lesionó su brazo y codo derechos. Los doctores le dijeron que no había manera que recuperase el movimiento de su codo, y que su brazo permanecería siempre en la posición en la que los médicos la dejaran. Les Paul entonces les pidió a los cirujanos que ubicaran su brazo con un ángulo tal que le permitiera sostener y tocar la guitarra. Le tomó un año y medio recuperarse.
Falleció el 13 de agosto de 2009 en el "White Plains Hospital" de Nueva York debido a complicaciones con una neumonía.

### Innovaciones de la guitarra eléctrica: "The Log"
Les Paul se vio insatisfecho con las guitarras eléctricas que se vendían a mediados de la década de 1930 y decidió experimentar por sí mismo con algunos diseños propios. Es famosa su creación, The Log, que no era ni más ni menos que un bloque macizo de 4” por 4” de madera de pino, con un puente, dos pastillas (pickups) y un mástil Gibson. Para mejorar la apariencia le agregó el cuerpo de una guitarra Epiphone, la cual estaba cortada a lo largo y tenía insertada la “Log” en el centro. Esto resolvió sus dos principales problemas: el acople o feedback, ya que el cuerpo acústico no resonaba cuando el sonido era amplificado, y la duración (sustain), ya que la energía de las cuerdas no se disipaba generando sonido a través del cuerpo de la guitarra.

### El Trío Les Paul
En 1938, Les Paul se mudó a Nueva York formando parte de un trío que incluía, además de Les Paul, a Jim Atkins (el hermanastro mayor del guitarrista Chet Atkins) y al bajista y percusionista Ernie Newton. El trío consiguió un lugar protagónico en el show radial Fred Waring's Pennsylvanians. 
En 1943 se mudó a Hollywood, donde formó un nuevo trío. Como reemplazante a último momento de Oscar Moore, Les Paul tocó con Nat King Cole y otros artistas en la inauguración del concierto Jazz at the Philharmonic, en Los Ángeles el 2 de julio de 1944. Ese mismo año, el trío de Les Paul apareció en el programa radial de Bing Crosby. Crosby auspició las grabaciones experimentales de Les Paul. Ambos grabaron juntos varias veces, incluyendo un "hit" que fue número uno en 1945: "It's Been A Long, Long Time".
Además de hacer de soporte de Crosby y otros artistas como The Andrews Sisters, el trío grabó algunos discos propios bajo el sello Decca en los últimos años de la década de 1940.

### Les Paul y laGibson Les Paul

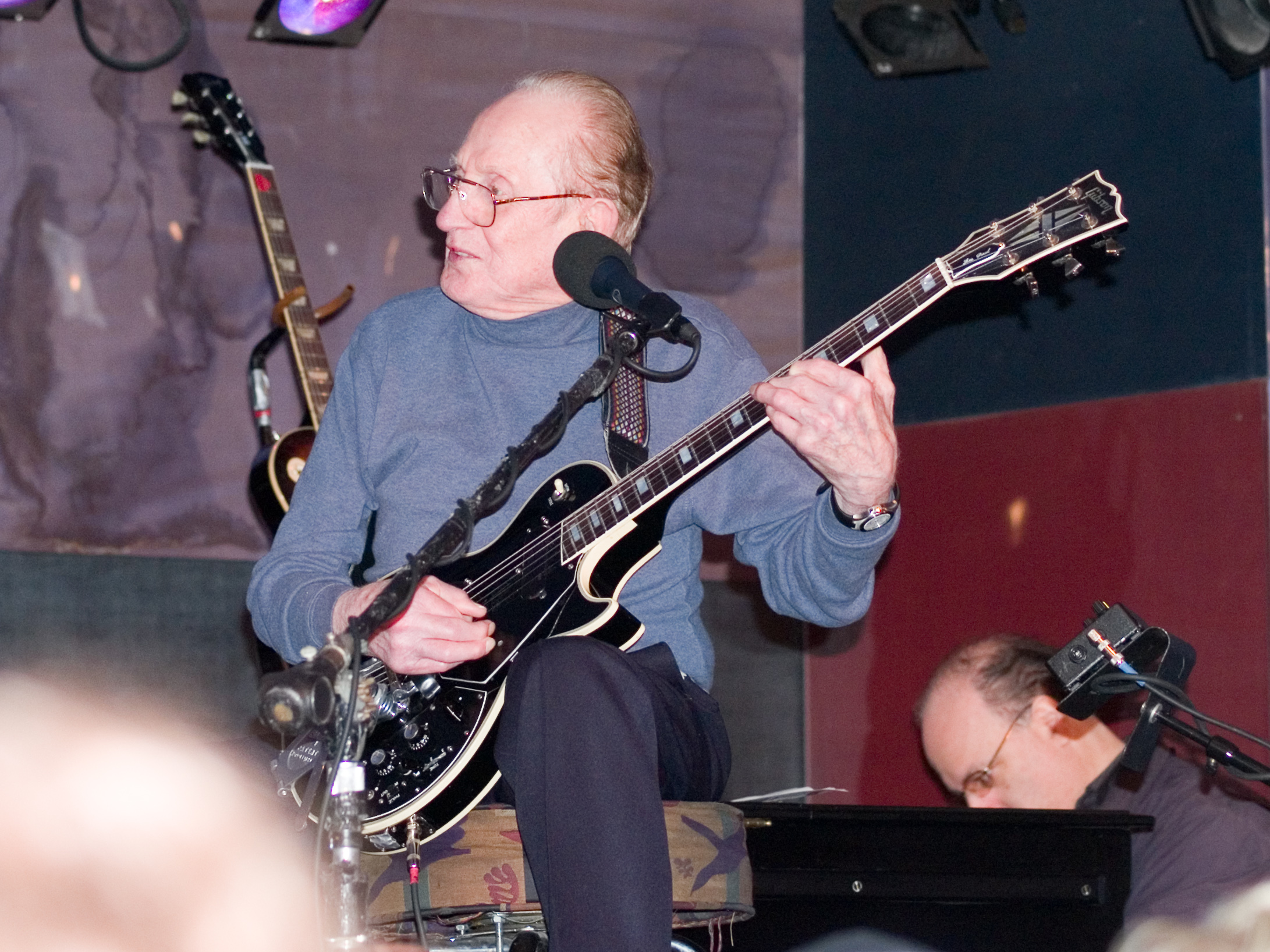
Les Paul con la guitarra a la que dio nombre, durante un concierto en Nueva York, en 2008.

En 1941 Les Paul diseñó y construyó una de las primeras guitarras eléctricas de cuerpo macizo (Aunque Leo Fender, independientemente, también inventó la suya alrededor de la misma fecha y Adolph Rickenbacker había comercializado una también en los años 1930). Gibson Guitar Corporation diseñó una guitarra incorporando las sugerencias de Les Paul a principios de 1950 y se la presentó. Estuvo lo suficientemente impresionado como para firmar un contrato por lo que se convirtió Rhubarb Redel modelo Les Paul (originalmente, sólo en versión "golden top"), y aceptó nunca volver a tocar en público ni ser fotografiado con otra que no fuera una guitarra Gibson. Dicho trato persistió hasta 1961, cuando Gibson cambió el diseño sin previa consulta a Les Paul, quien dice que la primera vez que vio la nueva Gibson fue en una vidriera de una tienda y que no le gustó. Aunque el contrato requería posar con la guitarra, él dijo que no era "su" instrumento y pidió que su nombre le fuera retirado a la misma. Gibson, entonces, renombró la guitarra "SG", a la vez que se convertía en uno de los best-sellers de la compañía. 
También se ha dicho que Les Paul rompió su promoción con Gibson porque estaba pasando por un divorcio y no quería que su esposa se quedara con parte del dinero. Más tarde, Les Paul retomó su relación con Gibson y esta siguió durante toda su vida. En la actualidad, la Gibson Les Paul se usa en todo el mundo tanto por novatos como por profesionales.

### Innovaciones de grabación multipista
En 1947, Capitol Records realizó una grabación iniciada como un experimento en el garaje de Les Paul, titulada "Lover (When You're Near Me)", la cual presentaba al músico tocando ocho partituras diferentes en guitarra eléctrica, algunas de ellas grabadas a media velocidad (half-speed), y por eso, cuando se tocaba a velocidad normal para el máster, se llamaba “double-fast” (“Brazil”, grabado de igual modo, fue el lado B). Fue la primera vez que se llevó a cabo tal grabación. Asombrosamente, dichas grabaciones no fueron hechas con cinta magnética, sino con discos de pasta. Les Paul grababa su pista en un disco, y luego la volvía a grabar él mismo tocando otra parte junto con la primera. Llevó a cabo la grabación Multi-track con pistas superpuestas en capas, en lugar de pistas paralelas, como haría luego.
Les Paul incluso construyó su propia planta de montaje de discos, basada en autopartes. Utilizó el volante de inercia de un Cadillac, por su peso y su superficie plana. En este período temprano, Les Paul usaba el disco de pasta para grabar partes a diferentes velocidades y con delay, dando origen a su sonido característico con ecos y con riffs que asemejaban a cantos de aves.

### Top 40 con Mary Ford
Después de la Segunda Guerra Mundial, Jack Mullin trajo de regreso a Estados Unidos el magnetófono alemán (grabador de cintas) en piezas, lo reensambló y se lo presentó por primera vez a Bing Crosby, quien lo usó para su programa de radio al finalizar la década de 1940. La compañía Ampex, con el respaldo de Crosby, creó el Ampex Model 200, el primer magnetófono de bobina abierta producido a escala comercial en el mundo. Crosby le dio a Les Paul el segundo Model 200, y Les Paul inmediatamente vio en él su potencial tanto para efectos especiales (tales como eco y flanging), como para adaptarse a la grabación multipista, de la cual es considerado el padre. Utilizando esta máquina, Les Paul desarrolló su sistema de grabación de cinta multipista, agregando un cabezal grabador adicional y un circuito extra, permitiendo múltiples grabaciones no sincronizadas y separadas en la misma cinta. El invento de Les Paul fue rápidamente desarrollado por Ampex en grabadores comerciales de doble y triple pista. Dicha máquina fue la columna vertebral de los estudios de grabación profesional, además de la industria de la radio y la televisión en los años 1950 y principios de 1960.
A principios de los años 1950, Les Paul hizo un gran número de grabaciones con su esposa, Mary Ford, quien también era guitarrista. Estas grabaciones fueron únicas por el peso de sus overdubbing, las cuales fueron prácticamente imposibles hasta entonces. Entre las mejores canciones de la pareja, se incluyen How High the Moon, Bye, Bye, Blues, The World is Waiting For The Sunrise y Vaya Con Dios.
En 1954, Les Paul continuó desarrollando esta tecnología, encargando a Ampex la construcción del primer grabador 8-track. La construcción de la máquina demandó tres años y, según Les Paul, para el momento en que comenzó a funcionar, su música ya había pasado de moda, por lo que no pudo grabar ningún "hit" con dicha máquina. Su diseño, conocido más tarde como Sel-Sync (Selective Synchronization), en el cual un cabezal de grabación especialmente modificado podía grabar una nueva pista, a la vez que reproducir una previamente grabada, fue la tecnología de punta para la grabación multipista durante los siguientes treinta años.

### Su programa de radio
Les Paul fue el presentador de un programa de radio de 15 minutos, The Les Paul Show, en la NBC en 1950, presentando su trío (él mismo, Ford, y el guitarrista rítmico Eddie Stapleton) y sus electrónicos grabados desde su casa y con un amable humor entre Les Paul y Ford entre cada selección musical, varias de las cuales ya habían sido exitosas, algunas de las cuales anticipaban grabaciones de la pareja y muchas de las cuales presentaron deslumbrantes reinterpretaciones de piezas de jazz y pop como "In the Mood," "Little Rock Getaway," "Brazil," y "Tiger Rag". Varias grabaciones de estos shows aún hoy sobreviven entre los colectores radioyentes.
Durante estos shows de radio, presentó la legendaria "Les Paulverizer", la cual multiplica cualquier sonido dentro de ella, como una voz o un sonido de guitarra tal vez. Este invento incluso se convirtió en el centro de la comedia, con Ford multiplicándose a sí misma y el lavavajillas, así pudiera terminar los quehaceres domésticos más pronto.
Hasta hoy en día, nadie sabe exactamente cómo funciona una "Les Paulverizer".
Hacia 1960, Les Paul se retiró parcialmente, regresando al estudio ocasionalmente. Mary Ford y él se habían divorciado amistosamente en diciembre de 1964, ya que ella no podía tolerar el itinerante estilo de vida que el acto les requería. Las grabaciones más consagradas de Les Paul fueron de alrededor de los años 1970, un álbum para London Records, Les Paul Now (1967), en el cual actualizó algunos de sus más recientes éxitos.
En 1978, Les Paul y Mary Ford fueron presentados en el Salón de la Fama Grammy. Él recibió un Grammy Trustees Award por sus éxitos en 1983. En 1988, Les Paul fue inducido en el Salón de la Fama del Rock por Jeff Beck. En mayo de 2005 también ingresó en el National Inventors Hall of Fame por el desarrollo de su guitarra de cuerpo sólido y en 2006 en el National Broadcasters Hall of Fame. En los años 1980 regresó a la actividad semanal en vivo en Nueva York.
En 2006, a la edad de 90 años, ganó dos Grammys en la 48.ª Entrega de Premios Anual por su álbum Les Paul & Friends: American Made World Played. También se presentaba semanalmente acompañado en piano por John Colianni en el Iridium Jazz Club, en Broadway, Nueva York.

## Discografía
Sencillos
- "Lover (When You're Near Me)"
- "Bye Bye, Blues"
- "How High the Moon"
- "Vaya con Dios"
- "I'm Sitting on Top of the World"

Álbumes
- The Les Paul Trio
- Swingin' South
- Lover's Luau
- Warm and Wonderful
- The World is Still Waiting for the Sunrise
- New Sound
- Hits of Les and Mary
- Les Paul Now!
- Chester & Lester - álbum con Chet Atkins
- Les Paul: The Legend and the Legacy
- Les Paul & Friends: American Made World Played